# Stare de tranziție
Starea de tranziție este o specie chimică de tranziție ce apare în timpul unei reacții chimice. Dacă se ia în considerare o reacție perfect ireversibilă, atunci starea de tranziție evoluează întotdeauna cu formarea de produși de reacție. Starea de tranziție se notează de obicei în mecanismele de reacție cu simbolul ‡.
În aceste cazuri, se poate considera că starea de tranziție este complexul activat al reacției, deși este posibil ca și alte specii chimice care se formează pot fi complecși activați.

## Exemple
Cel mai bun exemplu de reacție care are loc prin intermediul unei stări de tranziție este substituția nucleofilă bimoleculară  SN2. În imagine este reprezentată starea de tranziție în reacția dintre bromoetan și un anion hidroxil:

## Reversibilitate
Prin ciocnirea dintre moleculele reactanților se pot sau nu obține produșii de reacție doriți. Buna desfășurare a unei reacții depinde de anumiți factori, precum energia cinetică, orientarea relativă și energia internă a moleculelor (vezi și cinetică chimică). Chiar și în cazul în care prin ciocnirea reactanților se formează un complex activat (stare de tranziție), nu este obligatoriu ca acesta să evolueze cu formarea de produși de reacție, și poate să refacă reversibil reactanții.